# Setianos
Los setianos fueron una de las principales corrientes del gnosticismo durante los siglos II y III d. C., junto con el Valentinianismo y el Basilideanismo, en el ámbito oriental del Imperio romano. No existe registro alguno de una secta religiosa o grupos confesionales que se hayan llamado a sí mismos "setianos," aunque este apelativo conveniente fue usado por varios Padres de la Iglesia como Ireneo o Epifanio que se oponían a esta forma de gnosticismo. De acuerdo con el profesor John D. Turner, el setianismo se originó en el siglo II como una fusión de dos filosofías judaicas helenísticas distintas, y fue influenciado por el cristianismo y el platonismo medio. Sin embargo, el origen exacto del setianismo no se entiende apropiadamente.

## Historia y creencias
El conocimiento moderno sobre el setianismo se debe a los comentarios de tales padres de la iglesia, y más recientemente al descubrimiento de los Manuscritos de Nag Hammadi, que incluyen varios códices que han sido relacionados con los gnósticos setianos. Estos documentos han revelado la existencia de un competidor religioso del cristianismo temprano que hasta hace poco era desconocido y que tenía sus propias raíces en el Judaísmo de la época entre la construcción del segundo templo de Jerusalén (aprox. 515 a. C.) y su caída (70 d. C.). Gracias a eso, el gnosticismo setiano se convirtió en la forma más antigua de gnosticismo de la que se posea abundante evidencia textual, antecediendo y posiblemente influenciando el gnosticismo de la escuela cristiana de Valentino (120-160 d. C.) y sus seguidores.
A pesar de estas fuentes, sin embargo, es aún motivo de debate cuál era la estructura de las asociaciones entre gnósticos: si eran similares a las iglesias cristianas, a las escuelas filosóficas, a los cultos mistéricos o simples grupos sociales. El debate entre estas posiciones se hace aún más difícil cuando se tiene en cuenta que los tratados de y sobre los setianos provienen de un amplio rango temporal y geográfico. Hans-Martin Schenke y otros autores han sugerido que los adherentes al setianismo alcanzaron un alto nivel de organización grupal, conclusión a la que llegan gracias al nivel de tecnificación y complejidad en el lenguaje usado en los tratados setianos, que según estos autores sugiere un intercambio intelectual y una suerte de aislamiento social que serían posibles solo en una comunidad intelectual organizada. En contraste, autores como Frederick Wisse y otros han sugerido en cambio que estos escritos estaban destinados a la lectura y meditaciones privadas por parte de personas que simplemente compartían un interés y actitudes y creencias relativamente similares con respecto a sus ideas sobre el mundo y los asuntos sobrenaturales, lo que no implicaría necesariamente alguna forma más estructurada de organización. Scott concluye que el setianismo hasta el siglo II d. C. era fundamentalmente una colección difusa de mitos y especulaciones éticas, y que solo con la aparición posterior de la escuela de Valentino, inspirada en la organización del cristianismo primitivo, empezó a organizarse y a tener un objetivo misional. Así pues, solo con el valentinianismo (y luego el maniqueísmo) se puede empezar a hablar del gnosticismo como un fenómeno religioso altamente estructurado.
El setianismo tenía sus raíces en una forma de especulación judía sobre la figura y función de Sophia, la figura de la Sabiduría divina ilustrada en la Biblia hebrea. En manos de los gnósticos setianos, las funciones bíblicas de Sophia como creadora, alimentadora e iluminadora del mundo fueron distribuidas entre una jerarquía de principios femeninos: una exaltada Madre divina llamada Barbelo, el Primer Pensamiento ("Protennoia," "Pronoia") de la deidad sumprema (el "Espíritu Invisible") quien es la última salvadora e iluminadora, una Sophia menor responsable de la creación del mundo físico y de la encarnación de porciones de la esencia divina de la Madre suprema en cuerpos humanos, y la figura de la Eva espiritual ("Epinoia") que aparece en el plano terrestre para alertar a la humanidad ("Adán") de su verdadera filiación con el primer Pensamiento divino. La salvación se alcanzaba por medio de la reintegración a la Madre en su unidad original de su propia esencia dispersa.
Como se dijo antes, los escritores y lectores de esta literatura nunca se llamaron setianos a sí mismos, y en cambio se referían a sí mismos como "los que son dignos" (passim), la "gran generación," los "extraños" (en el Apocalipsis de Adán), la "raza inamovible, incorrompible" (en el Evangelio de los Egipcios), "la semilla (simiente) de Set" (en el Apócrifo de Juan), "la raza viviente y firme" (en la Tres Estelas de Set), los "hijos de Set" (en el tratado Melquizédek), o “la santa semilla de Set” (en el Zostrianos). Los términos "generación," "raza," "semilla," (simiente) y "extraños" (o extranjeros) son todos variaciones de la tradición del estatus de Set como la verdadera imagen de Adán y como "otra simiente" en Génesis 4, 25, y 5, 3.
El estatus de Set como el portador y transmisor (a diferencia de Caín y Abel) de la imagen auténtica de Adán, el receptor original de la imagen de Dios, era de gran importancia para los escritores y lectores originales de esta literatura, se llamaran setianos o "la simiente de Set." Los padres de la iglesia que se les opusieron les dieron otros apelativos, como gnósticos, barbeloitas, setianos, ofitas,  arcónticos y otros. La multiplicidad de nombres que le aplicaban a un grupo o a varios grupos de sus opositores sugiere que estos padres de la iglesia no eran conscientes de su identidad precisa.
Los setianos tomaban como base de sus creencias elementos de la tradición judeocristiana, con énfasis en el judaísmo. Honraban particularmente al patriarca Set, tercer hijo de Adán, el primer hombre según la mitología judía. Otra de sus figuras importantes en su culto sería el personaje femenino Norea, esposa legendaria de Noé según algunas versiones. Aunque para algunos serían una rama de los valentinianos, los descubrimientos de Nag Hammadi y el análisis de sus paralelos con el judaísmo del segundo templo parecen indicar que sus desarrollos fueron independientes y antes bien antecedieron a los de los valentinianos. Fueron considerados herejes por otros grupos religiosos contemporáneos. Habrían estado activos en Egipto al menos hasta el siglo VIII, según comprobaría el hallazgo y traducción de cierto texto copto llamado "Manual de rituales energéticos", que estaría destinado al uso de oficiantes setianos. Habrían sobrevivido en una etapa de declive a partir del siglo III.
De acuerdo con Pseudo-Tertuliano (Adversus Omnes Haereses, 2, 7-9), los setianos creían que dos ángeles habían formado uno a Caín y el otro a Abel; que después de la muerte de éste, una Madre celestial no identificada había hecho nacer a Set para crear de él una simiente (semilla) pura. Sin embargo, debido la copulación entre ángeles y humanos había resultado una raza impura y la Madre envió el diluvio a destruir a los impuros y a salvar la raza pura de Set por medio del arca. Los ángeles, sin embargo, lograron poner a uno de los miembros de la raza impura, Cam, en el arca sin que la Madre lo supiera y de esta forma sobrevivió la simiente impura. Para Pseudo-Tertuliano, estos setianos identificaban a Set con Cristo, y Epifanio (Panarion, 39, 3-5) agregó que para ellos Jesús pertenecía al linaje de Set, y era de hecho Set mismo, enviado por la Madre.
Teodoreto ha confundido los setianos con los ofitas y quizá no había entre ellos otra diferencia que la veneración de los primeros al patriarca Set. Decían que su alma había pasado a Jesucristo y que era el mismo personaje. Forjaron muchos libros con el nombre de Set y de los demás patriarcas. S. Ireneo, adven. Bares., 1.1, c. 7 y siguientes. Tertuliano, de prescript., c. 47; S. Epifanio, Haer. 31.

## Literatura setiana
Los siguientes textos son considerados representativos del gnosticismo setiano:
1. el reporte sobre los “Sethoitae” de Pseudo-Tertuliano, Adversus omnes haereses 2 (basado en la obra perdida de Hipólito, Syntagma)
2. el reporte “Barbeloita” de Ireneo (Adversus Haereses 1.29); tal vez un resumen de ciertos "otros" (alii) en Adversus Haereses 1.30 (identificados como setianos/ofitas por Teodoreto, Haereticarum fabularum compendium 1.13)
3. los reportes sobre los setianos y arcónticos de Epifanio (Panarion 2 6 ; 39-40), Pseudo-Tertuliano (Adversus omnes haereses 2) y Filastrio (Diversarum hereseon liber 3)
4. el título sin texto del Códice Bruce (Bruce, sin título)
5. catorce tratados de los Códices de Nag Hammadi (NHC) y uno del Códice Gnóstico de Berlín (BG 8502): el Evangelio Apócrifo de Juan (Ap. Juan, cuatro copias en dos versiones: corta [BG 8502,2; NHC III,7]; larga [NHC 11,7; NHC IV, 1]); la Hipóstasis de los Arcontes (Hip. Arc.: NHC 11,4); el Libro Sagrado del Gran Espíritu Invisible, generalmente llamado Evangelio Copto de los Egipcios (Gos. Egip.: NHC III, 2; NHC IV,2); el Apocalipsis de Adán (Apoc. Adán: NHC V,5); las Tres Estelas de Set (Estelas Set: NHC VII,5); Zostrianos (Zos.: VIII,1); Marsanes (NHC X,/); Melquizédec (Melq.: NHC IX); el Pensamiento de Norea (Norea: NHC IX,2); Alógenes (NHC XI,3); y la Trimorfa Protennoia (Trim. Prot. NHC XIII)

Se ha sugerido también que otros dos de los tratados de Nag Hammadi deberían incluirse, El Trueno, Perfecta Mente, del que se ha sugerido es una derivación de un cierto Evangelio de Eva, citado por Epifanio, y el Hipsifrones.

## Doctrinas y mitos comunes
Estos tratados muestran, de maneras diferentes, un número de rasgos recurrentes, lo que de acuerdo a autores como Schenke forman un "sistema" de mitos y doctrinas setianas. Estos son:
1. El entendimiento de los gnósticos de que ellos son la simiente pneumática de Set (en el Apocalipsis de Adán, el Evangelio de los Egipcios, el Apócrifo de Juan, las Tres Estelas de Set, Melquisédec, Zostrianos).
2. Set como el salvador celestial-terreno de su simiente (en el Evangelio de los Egipcios, y tal vez bajo nombres diferentes en Alógenes, Marsanes, Zostrianos, y el iluminador del Apocalipsis de Adán)
3. La trinidad celestial del Padre (Espíritu Invisible), Madre (Barbelo), e Hijo (Autogenes) (en el Apócrifo de Juan, Trimorfa Protennoia, Evangelio de los Egipcios, Alógenes, las Tres Estelas de Set, Zostrianos, el Pensamiento de Norea, tal vez en Marsanes).
4. Una división del eón de la Madre Barbelo en la tríada de Kalyptos, Protofanes, Autogenes (en Las Tres Estelas de set, Zostrianos, Alógenes, Marsanes)
5. Las Cuatro Luminarias (φωστηρες) del Hijo Autógenes (Harmozel, Oroiael, Daveithai y Eleleth) que constituyen los lugares de habitación de los celestiales Adán, Set y la semilla de Set (en el Apócrifo de JUan, la Hipóstasis de los Arcontes, el Evangelio de los Egipcios, Zostrianos, Melquizédec, Trimorfa Protennoia).
6. El malévolo Demiurgo Yaldabaoth que intentó destruir la simiente de Set (en el Apócrifo de Juan, Trimorfa Protennoia, Hipóstasis de los Arcontes).
7. La división de la historia en tres eras y la aparición del salvador en cada una (en el Apócrifo de Juan, Apocalipsis de Adán, Evangelio de los Egipcios, Trimorfa Prottenoia).
8. Una oración especial (en las Tres Estelas de Set, NHC VII 125,24-126,17; Alógenes XI 54,11-37; y Zostrianos VIII 51,24-52,8; 86,13-24; 88,9-25).
9. Un desarrollo específico de teología negativa (en el Apócrifo de Juan y Alógenes)
10. Una terminología filosófica específica (en las Tres Estelas de Set, Zostrianos, Alógenes, Marsanes)
11. Obvia cristianización (secundaria) (en el Apócrifo de Juan, Hipóstasis de los Arcontes, Melquizédec)
12. Le presuposición de una tríada o tetrada de "ministros" de las Cuatro Luminarias: Gamaliel, Gabriel, Samblo, Abraxas (o similares) (en el Evangelio de los Egipcios, el Apocalipsis de Adán, Zostrianos, Melquizédec, Marsanes, Trimorfa Protennoia, tal vez en el Pensamiento de Norea)
13. El nombre (en copto) de “Pigeradamas” por el de Adamas (en el Apócrifo de Juan, las Tres Estelas de Set, Zostrianos, Melquizédec)
14. El rito bautismal de los Cinco Sellos (versión larga del Apócrifo de Juan, Evangelio de los Egipcios, Trimorfa Protennoia, tal vez Melquizédec, que está relacionada con un ritual de ascensión en Zostrianos, Alógenes, las Tres Estelas de Set y Marsanes).

De estos tratados, el Apócrifo de Juan y el Evangelio de los Egipcios contienen extensas teogonías y cosmogonías. El Apócrifo de Juan y la Hipóstasis de los Arcontes contienen una extensa antropogonía basada en una interpretación del Génesis 1-9. El Apocalipsis de Adán comparte con los anteriores un gran interés en la conexión entre Adán, Eva y Set, así como sobre el diluvio, pero no sigue el texto del Génesis tan de cerca como los otros. La Trimorfa Protennoia y la Tres Estelas de Set comparten una estructura tripartita, aunque el primero presenta el triple descenso del Primer Pensamiento Protennoia/Barbelo, en tanto que el último le brinda a un grupo de lectores una oraciones doxológicas para asistirles en su ascensión a través de los tres niveles superiores del mundo eónico.